# Бранданзіньйо
Бранданзіньйо (порт. Brandãozinho, 9 червня 1925, Кампінас — 6 квітня 2000, Сан-Паулу), справжнє ім'я Антенор Лукас (порт. Antenor Lucas) — бразильський футболіст, що грав на позиції півзахисника. Відомий виступами за клуби «Португеза Сантіста» та «Португеза Деспортос», а також у складі збірної Бразилії.

## Клубна кар'єра
Антенор Лукас народився у місті Кампінас, та розпочав виступи на футбольних полях у однойменній команді зі свого рідного міста у 1940 році. У 1943 році став гравцем сильнішої команди "Португеза Сантіста з міста Сантус. У цьому клубі Бранданзіньйо грав протягом 6 років. У 1949 році перейшов до однієї з найсильніших команд того часу Ліги Пауліста «Португеза Деспортос». У складі команди він швидко став одним із основних гравців атакуючої ланки команди, разом з якою здобув дві перемоги в турнірах Ріо-Сан-Паулу у 1952 і 1955 роках. Завершив виступи на футбольних полях у складі «Португеза Деспортос» у 1956 році після важкої травми.

## Виступи за збірну
1952 року дебютував в офіційних матчах у складі національної збірної Бразилії на турнірі Панамериканських ігор, на якому бразильська збірна здобула перемогу. Наступного року грав у складі збірної на чемпіонаті Південної Америки у Перу, де разом з командою здобув «срібло». У 1954 році у складі збірної брав участь у чемпіонату світу в Швейцарії, де зіграв 3 гри. Протягом кар'єри у національній команді, яка тривала 3 роки, провів у її формі 18 матчів.

## Після завершення кар'єри футболіста
Після завершення виступів на футбольних полях Бранданзіньйо деякий час працював у поліції, 30 років працював журналістом у газеті «Detran de São Paulo». Тривалий час він працював учителем математики в школі. Помер Бранданзіньйо 6 квітня 2000 року в місті Сан-Паулу.

## Титули і досягнення
- Переможець Панамериканського чемпіонату: 1952
- Срібний призер Чемпіонату Південної Америки: 1953